# Mistrzostwa Europy w Łyżwiarstwie Szybkim w Wieloboju 1926
29. mistrzostwa Europy w łyżwiarstwie szybkim w wieloboju odbyły się w dniach 23–24 stycznia 1926 roku w Chamonix-Mont-Blanc, we Francji. W zawodach brali udział tylko mężczyźni. Zawodnicy startowali na czterech dystansach: 500 m, 1500 m, 5000 m i 10000 m. Do biegu na 10000 m awansowała najlepsza 9 po 3 dystansach. Mistrzem świata zostawał zawodnik z największą liczbą punktów. Liczba punktów była ilorazem rekordu świata przez uzyskany czas. Za ustanowienie rekordu zawodnik zdobywał 100 punktów. W czasie mistrzostw rekordy wynosiły: 500 m – 43.4, 1500 m – 2:17.4, 5000 m – 8:26.5, 10000 m – 17:22.6. Tytuł mistrza Europy wywalczył Fin Julius Skutnabb.

## Uczestnicy
W zawodach wzięło udział 11 łyżwiarzy z 8 krajów. Sklasyfikowanych zostało 9.
| Państwa biorące udział w mistrzostwach | Państwa biorące udział w mistrzostwach | Państwa biorące udział w mistrzostwach | Państwa biorące udział w mistrzostwach |
| -------------------------------------- | -------------------------------------- | -------------------------------------- | -------------------------------------- |
| Austria                                | Belgia                                 | Czechosłowacja                         | Finlandia                              |
| Francja                                | Holandia                               | Łotwa                                  | Niemcy                                 |

## Wyniki
- NC – nie zakwalifikował się, f – wywrócił się

| Pozycja | Zawodnik              | Kraj           | 500 m      | Pkt    | 5000 m        | Pkt    | 1500 m       | Pkt    | 10000 m      | Pkt    | Suma pkt. |
| ------- | --------------------- | -------------- | ---------- | ------ | ------------- | ------ | ------------ | ------ | ------------ | ------ | --------- |
| 01 !    | Julius Skutnabb       | Finlandia      | 44.8 (1.)  | 96.875 | 8:44.0 (1.)   | 96.660 | 2:26.8 (1.)  | 93.596 | 18:50.8 (2.) | 92.200 | 379.330   |
| 02 !    | Otto Polacsek         | Austria        | 48.8 (4.)  | 88.934 | 8:44.6 (2.)   | 96.549 | 2:33.2 (3.)  | 89.686 | 18:48.6 (1.) | 92.379 | 367.550   |
| 03 !    | Uuno Pietilä          | Finlandia      | 46.0 (2.)  | 94.347 | 9:07.4f (5.)  | 92.528 | 2:31.8 (2.)  | 90.513 | 19:24.8 (4.) | 89.508 | 366.790   |
| 4.      | Fritz Jungblut        | Niemcy         | 49.8 (5.)  | 87.148 | 9:02.8 (3.)   | 93.312 | 2:39.2 (5.)  | 86.306 | 19:08.4 (3.) | 90.787 | 357.530   |
| 5.      | Alberts Rumba         | Łotwa          | 51.6 (7.)  | 84.108 | 9:04.8 (4.)   | 92.969 | 2:35.0 (4.)  | 88.645 | 19:51.8 (5.) | 87.481 | 353.200   |
| 6.      | Lex Haag              | Holandia       | 50.0 (6.)  | 86.800 | 9:45.4 (7.)   | 86.522 | 2:48.4 (7.)  | 81.591 | 21:48.0 (6.) | 79.709 | 334.620   |
| 7.      | Roger Bureau          | Belgia         | 52.4 (8.)  | 82.824 | 9:55.0 (8.)   | 85.126 | 2:52.4 (8.)  | 79.698 | 21:49.4 (7.) | 79.624 | 327.270   |
| 8.      | Gaston Van Hazebroeck | Belgia         | 53.2 (9.)  | 81.578 | 10:20.8 (9.)  | 81.588 | 2:56.8 (9.)  | 77.714 | 22:44.2 (8.) | 76.425 | 319.290   |
| 9.      | André Gegout          | Francja        | 54.8 (10.) | 79.197 | 10:51.8 (10.) | 77.707 | 3:00.0 (10.) | 76.333 | 23:16.2 (9.) | 74.674 | 309.280   |
| NC      | Albert Hassler        | Francja        | 48.6 (3.)  | 89.300 | 9:39.4 (6.)   | 87.418 | 2:41.8 (6.)  | 84.919 | NC           | 0 !    | 261.640   |
| NC      | Josef Myslbek         | Czechosłowacja | 59.0 (11.) | 73.559 | 11:24.2 (11.) | 74.028 | 3:16.0 (11.) | 70.102 | NC           | 0 !    | 217.690   |